# Stictoptera nigrifascia
Stictoptera nigrifascia là một loài bướm đêm trong họ Noctuidae.